# 开元杂报

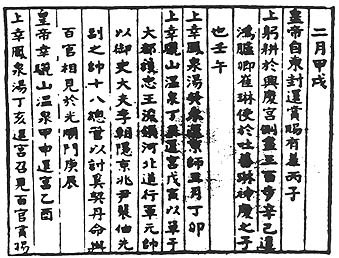
開元雜報（仿製品）

开元杂报，开元年间流传于外的官报，载于孙樵《经纬集》卷三收录的《读开元杂报》一文，是有证可查的最早的唐代官报。

## 概况

### 名称
开元杂报并不是这份印刷品的名称，孙樵在书中说：“樵曩于襄汉间，得数十幅书，系日条事。不立首末。”也就是说，这“数十幅书”是没有任何款式和名称的，所以「开元杂报」一名，只是孙樵为了行文方便而随意使用的称呼。

### 内容
孙樵是唐宪宗到唐僖宗年间的关东人，担任过宣宗时期的中书舍人和僖宗时期的职方郎中，看到开元杂报时，他正在湖北闲居。文章作于唐宣宗大中五年（即公元851年），其中摘录了开元杂报的一些内容，这些内容中记录的情况都发生在开元十二年至开元二十三年（公元724年至公元735年）

## 意义
开元杂报是一种从官文书中游离出来的传播媒体，带有一定的官方性质，但还不是官方统一审定发布的，和邸报还有很大差别。虽然还残留着官文书的痕迹，但已不同于官文书，十分类似16世纪诞生于欧洲的“新闻信”，但比“新闻信”早诞生约八百年。

## 争议
- 开元杂报虽然被称为“报”，但并没有固定的刊期和报头，所以性质上存在争议。
- 部分学者认为，隋唐时期已经出现印刷品，中唐时印刷术已经达到很高的水平，所以开元杂报是中国的第一份印刷报纸。但更多学者主张，唐代的印刷术主要用来印刷佛经，开元杂报并不是中国的第一份印刷品。
- 开元杂报记录的都是一些官方活动，而且不过“数十幅书”，时间跨度竟然长达十多年，所以只是一种类似《开元录》的官方大事记，不能算作报纸。

## 参看
- 进奏院状
- 邸报